# José Reinaldo de Lima
José Reinaldo de Lima detto Reinaldo (Ponte Nova, 11 gennaio 1957) è un ex calciatore e politico brasiliano.

## Carriera

### Club
Esordì come calciatore professionista il 28 gennaio 1973, a poco più di 16 anni, nelle file dell'Atletico Mineiro in occasione della partita contro il Valério. Ma l'anno dopo, durante l'incontro contro il Ceará, si infortunò seriamente al ginocchio; e questo fu solo il primo di una lunga serie di problemi al ginocchio, che lo accompagneranno nel corso di tutta la carriera.
Nel 1976, con l'Atletico, con il quale giocò complessivamente 475 partite segnando 255 reti per una media di poco più di un gol ogni due partite, conquistò il primo Campionato Mineiro (in tutto ne vinse 6 tra il 1976 e il 1985), e nel 1985 venne ingaggiato dal Palmeiras.
Chiuse la propria attività agonistica nel 1988, dopo avere passato una stagione nel campionato svedese, ed una nel campionato olandese.

### Nazionale
Debuttò nella nazionale brasiliana il 30 luglio 1975 a Caracas per l'incontro, vinto 4-0, contro il Venezuela, valevole per la Copa América, e venne convocato come centravanti titolare ai Mondiali in Argentina 1978, anche se giocò solo tre partite.
In tutto vestì la maglia della nazionale per 37 volte segnando 14 reti tra il 1975 e il 1985.

## La vita politica
I primi segni della passione per la politica li diede già durante la vita di calciatore. Infatti, ad ogni gol segnato alzava il pugno destro a imitazione del gesto di protesta del movimento degli afro-americani dei Black Panthers. Queste azioni lo resero però inviso ai militari, che governavano il Brasile tra la metà degli anni sessanta e il 1985, tanto che, a causa di un'intervista rilasciata durante il Mondiale 1978, nella quale auspicava un ritorno della democrazia nel proprio paese, gli stessi militari intervennero per farlo sostituire dall'altro centravanti Roberto Dinamite.
Dopo il ritorno alla democrazia entrò attivamente in politica tra le file del Partito dei lavoratori dell'ex presidente Lula, e nel 1990 venne eletto deputato. Nel 2005 ottenne l'elezione alla carica di consigliere comunale a Belo Horizonte, e attualmente svolge anche l'attività di editorialista per il giornale O Tempo.

## Palmarès

### Giocatore

#### Club
- Campionato Mineiro: 8

Atlético Mineiro: 1976, 1978, 1979, 1980, 1981, 1982, 1983, 1985

#### Individuale
- Capocannoniere del campionato brasiliano: 1

1977 (28 gol)
- Bola de Prata: 2

1977, 1983